# Zeven (Nedersaksen)
Zeven is een gemeente in de Duitse deelstaat Nedersaksen. De gemeente maakt deel uit van de Samtgemeinde Zeven in het Landkreis Rotenburg (Wümme). Zeven telt 13.876 inwoners.
De plaats is vooral in Nederland bekend als woonplaats van een grote Nederlandse militaire gemeenschap tijdens en kort na de Koude Oorlog (1963-2006). Deze gemeenschap had hier een eigen Nederlandstalige peuteropvang, lagere school en middelbare school. Tevens was er een Nederlands buurthuis (het Holland Huis). De Nederlandse kazerne lag overigens in de naburige Samtgemeinde Selsingen en heette Seedorf.

## Plaatsen in de gemeente Zeven
- Badenstedt
- Bademühlen
- Brauel
- Brüttendorf
- Oldendorf
- Wistedt
- Zeven

## Geschiedenis
Het gebied van de huidige stad en deelgemeente Zeven was reeds in de prehistorie bewoond. Zowel uit de Midden-Steentijd, de Jonge Steentijd, de Bronstijd (ruim 30  grafheuvels) als de IJzertijd zijn daar sporen van menselijke activiteit aangetroffen. Belangrijk hiervoor is de Steinalkenheide bij het tot Zeven behorende dorpje Badenstedt, waar zich tientallen prehistorische grafheuvels en andere monumenten bevinden. De naam Steinalkenheide bevat een woordelement alke of ahlke, waarvan sommige geleerden geloven, dat dit een prehistorische, voor-Germaanse benaming is voor de geesten van voorouders. 
In een document dat met keizer Otto III uit 986 in verband staat, en dat de tiend- en andere wereldlijke rechten van het klooster Heeslingen regelde, wordt melding gemaakt van „kivinan à Heeslingen“. Latere vormen van deze naam (waarvan de herkomst en betekenis onbekend zijn) luidden Sciuena (1141), Cyuena (1158), Scevena en Tzevena, uiteindelijk Zeven. In 1141 verhuisde het benedictijner nonnenklooster van Heeslingen (zie onder), dat Sint Vitus als beschermheilige had, naar Zeven, dat zich rondom dit klooster ontwikkelde tot een vlek met o.a. marktrecht. In 1609, duidelijk later dan bij andere kloosters in de regio het geval was,  werd het klooster t.g.v. de Reformatie evangelisch-luthers. Na de Vrede van Osnabrück in 1648 werd het klooster door de nieuwe Zweedse machthebbers geseculariseerd en hield op te bestaan.
Het gebied van de Samtgemeinde Zeven behoorde vanaf de middeleeuwen tot het Prinsaartsbisdom Bremen. In de Dertigjarige Oorlog werd het gebied enige malen door oorlogsgeweld getroffen. Na de Vrede van Osnabrück in 1648 behoorde het tot het door Zweden geregeerde Bremen-Verden , sinds  1715, in delen van het gebied met een korte onderbreking door Franse bezetting in de Zevenjarige Oorlog,  tot het Hertogdom Brunswijk-Lüneburg, na de Napoleontische tijd,  van 1815 tot 1866 tot het Koninkrijk Hannover, waarna de heerschappij van Koninkrijk Pruisen en van 1871-1919 het Duitse Keizerrijk volgde.
Zeven was in 1694 en 1757 de locatie van (in het voormalig klooster gehouden) diplomatiek overleg; in 1694 omtrent de politieke status van de  stad Bremen, en in 1757 een mislukte, want door Engeland niet erkende, vredesconferentie omtrent beëindiging van de Zevenjarige Oorlog.
Zeven behoort tot de plaatsen, waar rond 1825 Carl Friedrich Gauss landmeetkundig onderzoek verrichtte. Een aparte Gauß-Zimmer (beperkt te bezichtigen), waar de geleerde zijn waarnemingen en berekeningen uitwerkte, in het voormalige kloostercomplex herinnert hier nog aan.
In 1810 richtte een stadsbrand in Zeven grote schade aan. In de 19e eeuw daalde het inwonertal van Zeven door emigratie van een deel der -in de gehele streek sterk verarmde- bevolking naar de Verenigde Staten, en door regelmatig terugkerende uitbraken van cholera. In 1906 kreeg Zeven aansluiting op het spoorwegnet en begon de industrialisatie in de plaats. In 1929 mocht Zeven zich van de regering stad gaan noemen en het gemeentebestuur dienovereenkomstig aanpassen.
Na de Tweede Wereldoorlog steeg het inwonertal snel van ca. 3.200 naar meer dan 7.000 mensen, door drie factoren: a. enige duizenden Heimatvertriebene uit o.a. Silezië en Oost-Pruisen werden in de streek opgevangen en gehuisvest; b. van de Britse bezettingstroepen (en na 1960 de Nederlanders) gingen vooral de officieren hier met hun gezinnen wonen; c. in Zeven vestigden zich een aantal middelgrote, industriële ondernemingen.
Ook na het vertrek van de militairen in 2006 bleef de plaats tamelijk welvarend. Door de aanleg van ringwegen werd de binnenstad verlost van zwaar doorgaand vrachtautoverkeer.

## Economie
In Zeven zijn enkele tamelijk grote fabrieken gevestigd (100-500 werknemers). te weten: 
- Een fabriek van rubber producten, zoals rubber handschoenen en condooms, dit bedrijf exporteert ook naar Nederland;
- Een grote zuivelfabriek, en een fabriek, die allerlei producten met eieren als grondstof maakt; beide ondernemingen hebben afnemers in geheel Duitsland;
- Een fabriek, die speciale onderdelen voor pijpleidingen aan boord van schepen, in olieraffinaderijen en in energiecentrales maakt.

De gemeente Zeven herbergt daarnaast een groot aantal ondernemingen, die als midden- en kleinbedrijf te beschouwen zijn. Opvallend is, dat de stad nog een kleine, eigen coöperatieve spaarbank heeft, zij het in samenwerking met een groter Duits bankbedrijf.

## Bezienswaardigheden
- De monumentale 12e-eeuwse St.-Vituskerk te Zeven, die in 1867 gesloopt zou worden, maar op voorspraak van Conrad Wilhelm Hase, een befaamd architect uit Hannover, in 1872 werd gerestaureerd, behoorde van oorsprong tot het oude benedictinessenklooster. Het interieur van de kerk is kunsthistorisch van belang. Daartoe behoren o.a. een monumentaal vroeg 13e-eeuws crucifix , twee grafstenen van rond het jaar 1400, 15e-eeuwse plafondschilderingen (de gelijkenis van de 5 wijze en de 5 dwaze maagden[2]), een kansel uit 1565, een tweede kansel, bedoeld voor een voorzanger, een 16e-eeuws stenen beeld van Sint-Vitus en een messing kroonluchter uit 1660. De orgelkast dateert van rond 1750.
- In het naast de St.-Vituskerk gelegen restant van het benedictinessenklooster is het Museum Kloster Zeven, het streekmuseum van Zeven gevestigd. Het is mede aan de (interessante) geschiedenis van dit oude klooster gewijd en herbergt een muntenschat uit Heeslingen (16e eeuw).
- Het nabijgelegen ChristinenHaus, waar  koningin Christina I van Zweden eens gelogeerd zou hebben, is een dependance van dit museum. Kunstschilders en beeldhouwers (er is een beeldentuin achter het gebouw) uit de regio kunnen er hun werk (vaak voor het eerst) aan het publiek tonen. Aan de bekende schrijver Walter Kempowski, die in Haus Kreienhoop in Nartdum gewoond heeft, is in het ChristinenHaus een speciale tentoonstellingsruimte gewijd.
- Watermolen Bademühlen aan de Bade, een zijbeek van de Oste in het ten westen van Zeven gelegen gehucht van die naam, is na restauratie maalvaardig als graanmolen. Af en toe zijn er voor publiek toegankelijke maaldemonstraties.
- De plaatselijke modelspoorbaanclub is ook in het bezit van een echt treintje en voert daarmee enkele malen per jaar korte toeristische ritten over de spoorbaan bij station Zeven uit.

## Galerij

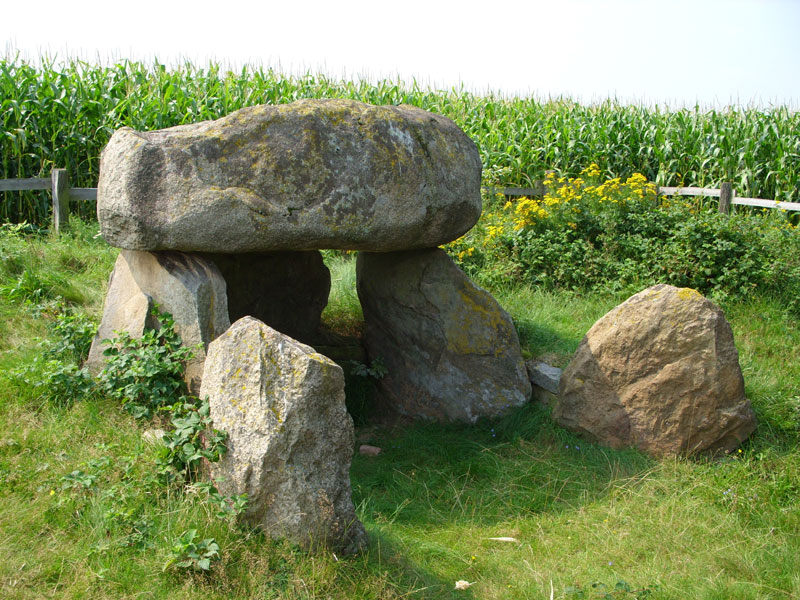
Großsteingrab Badenstedt, Sprockhoff-Nr. 648,  op de Steinalkenheide ten ZO van Badenstedt
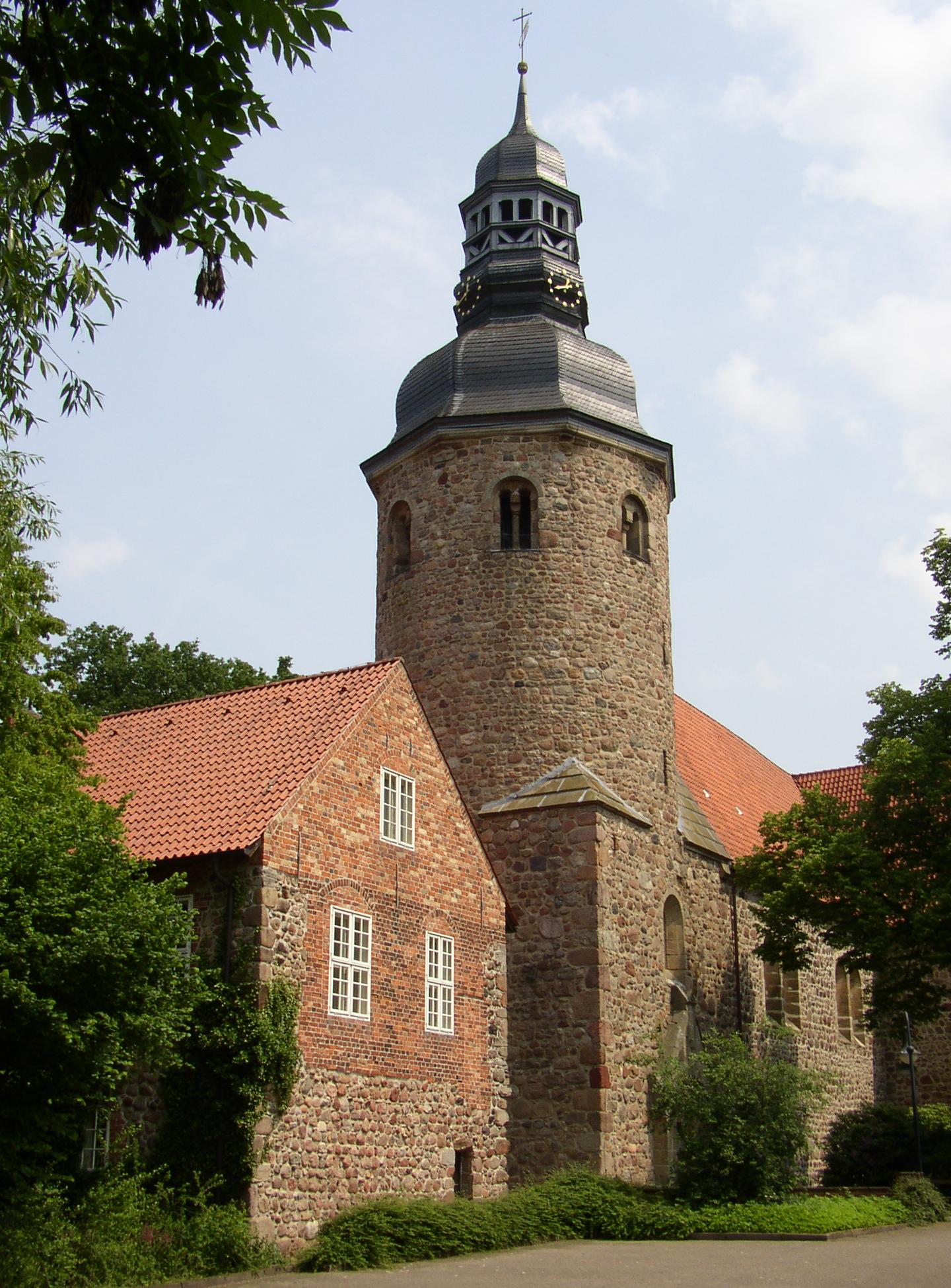
Sint-Vituskerk
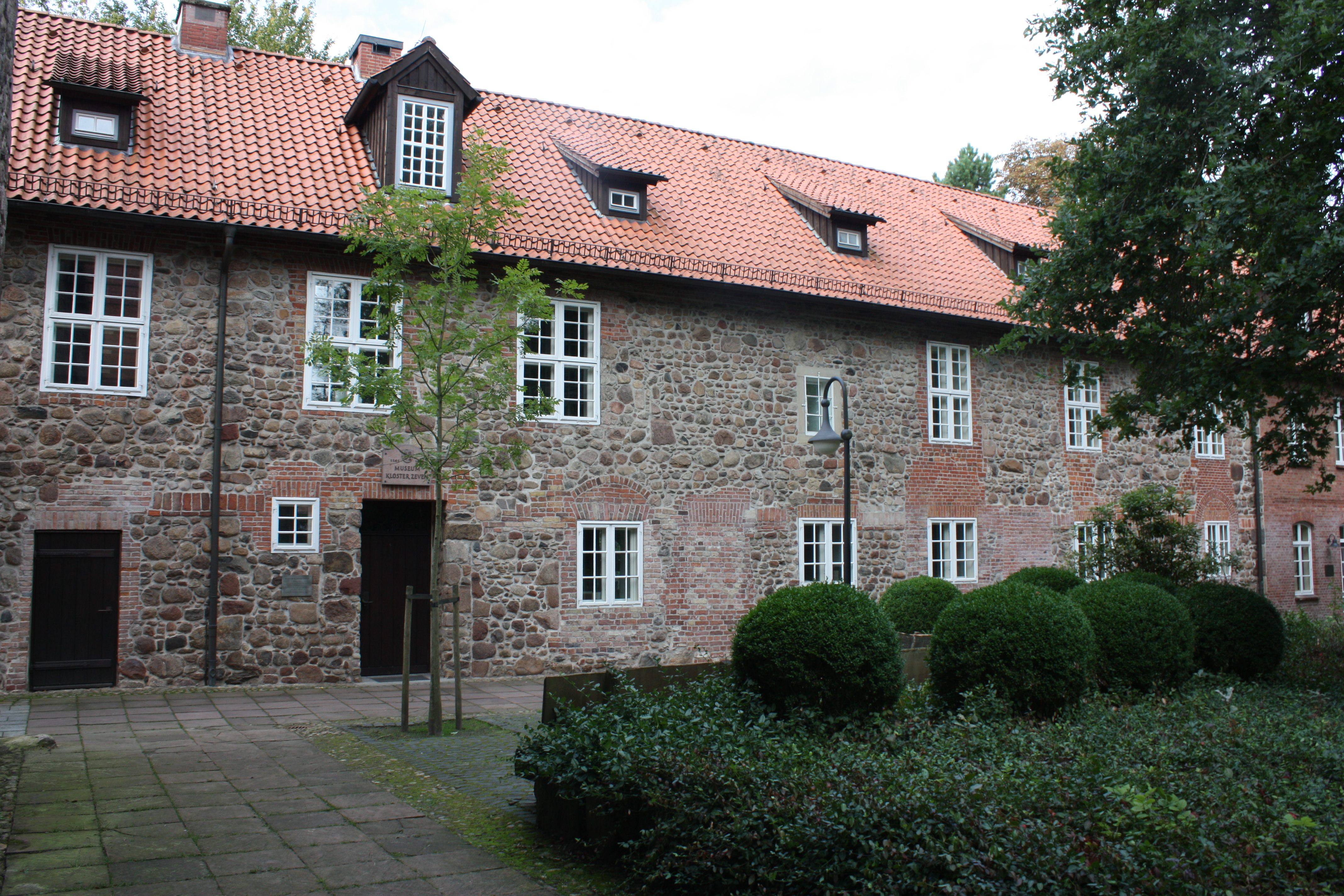
Restant Klooster Zeven, thans museum
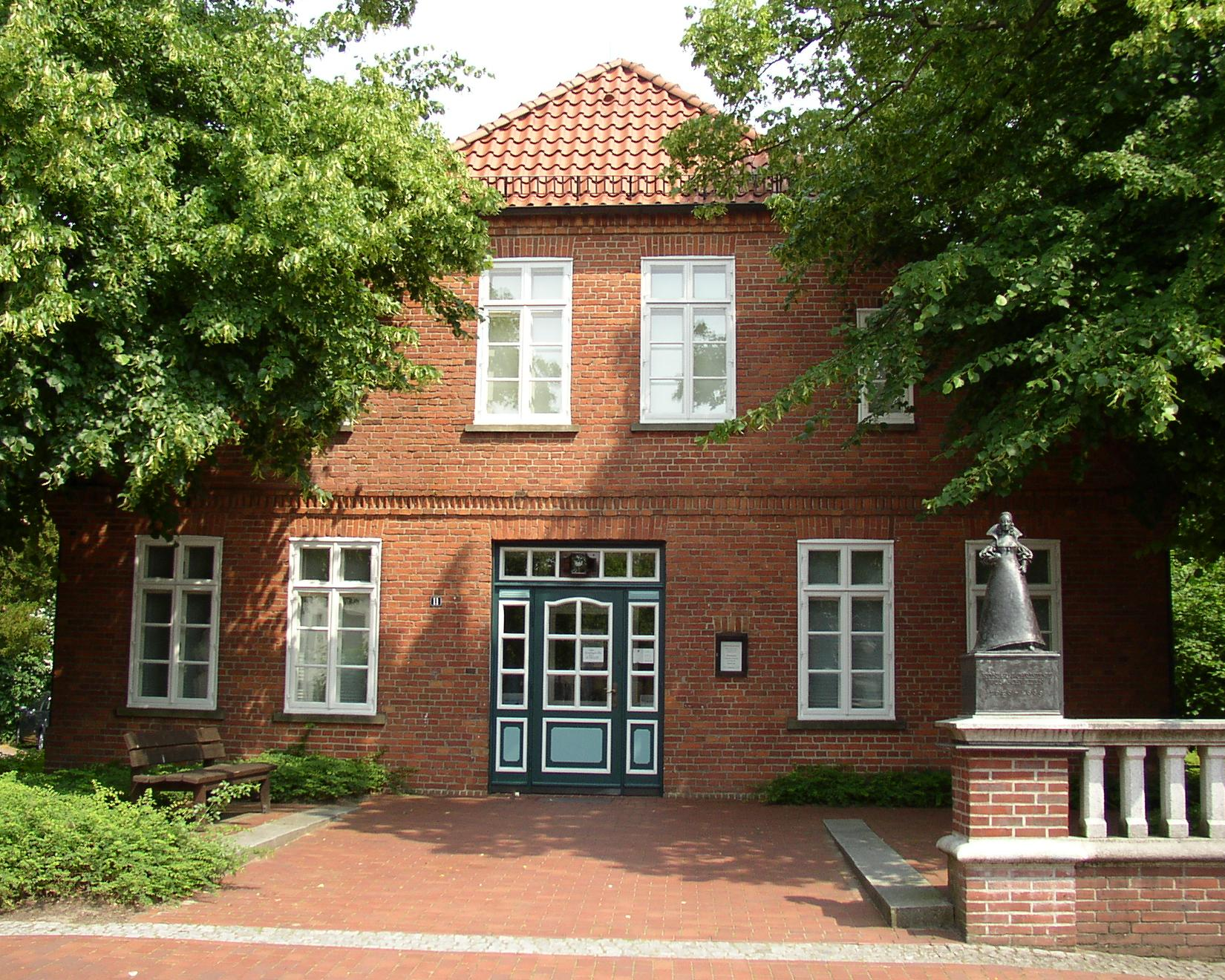
„ChristinenHaus“
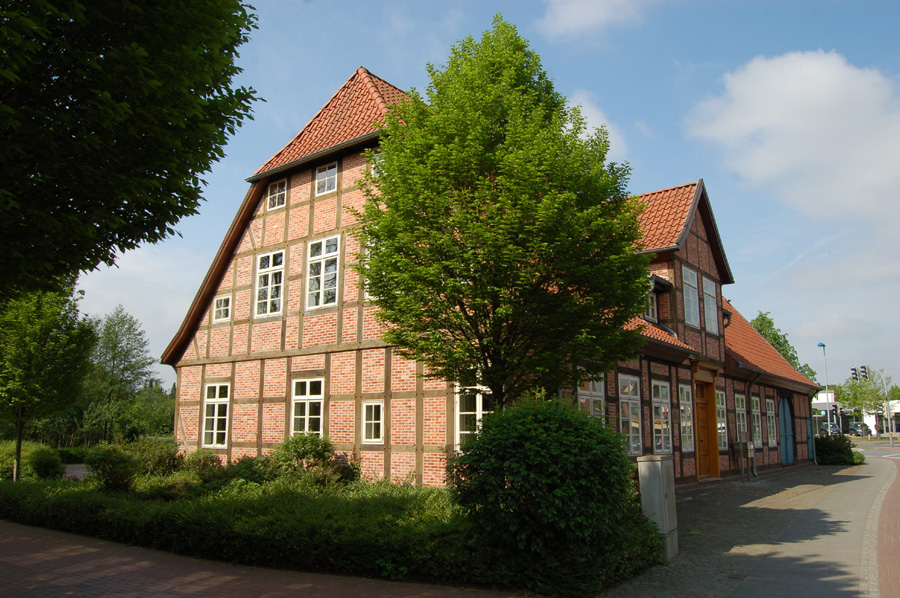
Alte Posthalterei (1810), in gebruik als bedrijfsverzamelgebouw
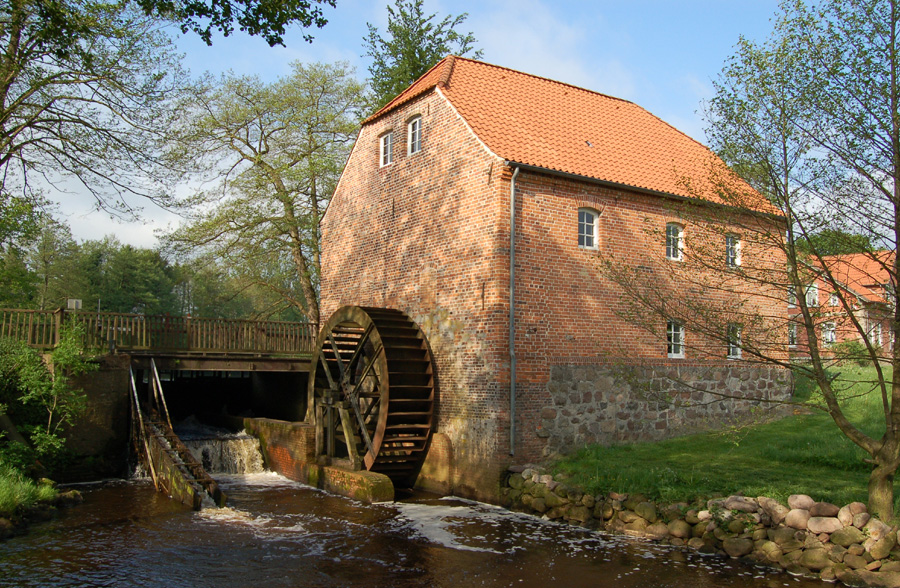
Watermolen Bademühlen
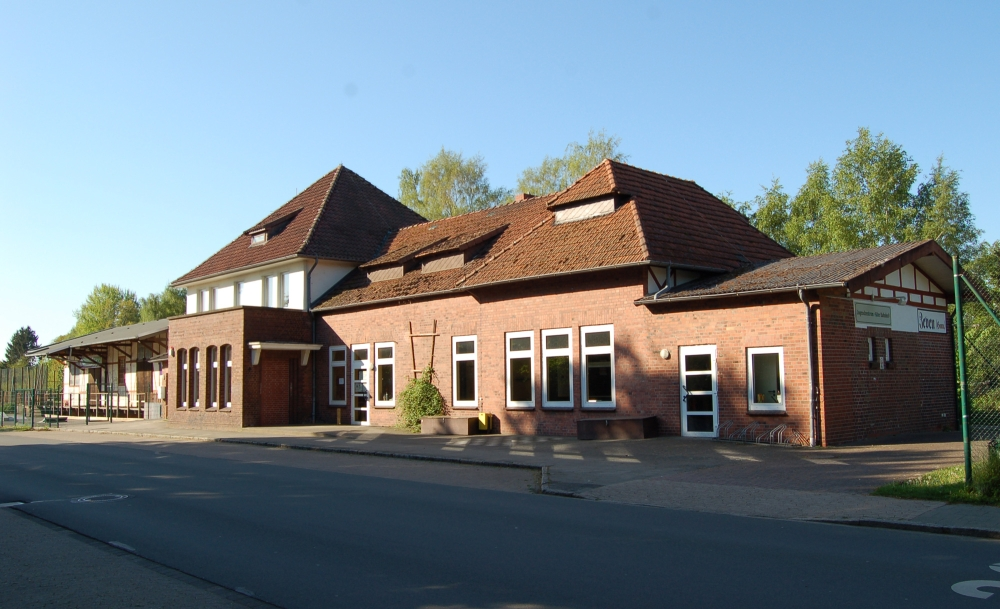
Voormalig station (jongerencentrum)

## Geboren in Zeven
- Doris Fitschen (25 oktober 1968 – 15 maart 2025), voetbalster
- Philipp Bargfrede (3 maart 1989), voetballer